# البیترسیا
البیترسیا (به فرانسوی: Albitreccia) یک کمون در فرانسه است که در Canton of Santa-Maria-Siché واقع شده‌است.

## خصوصیات
البیترسیا ۴۵٫۷۶ کیلومترمربع مساحت و ۱٬۵۲۹ نفر جمعیت دارد و ۴۲۵ متر بالاتر از سطح دریا واقع شده‌است.

## نگارخانه

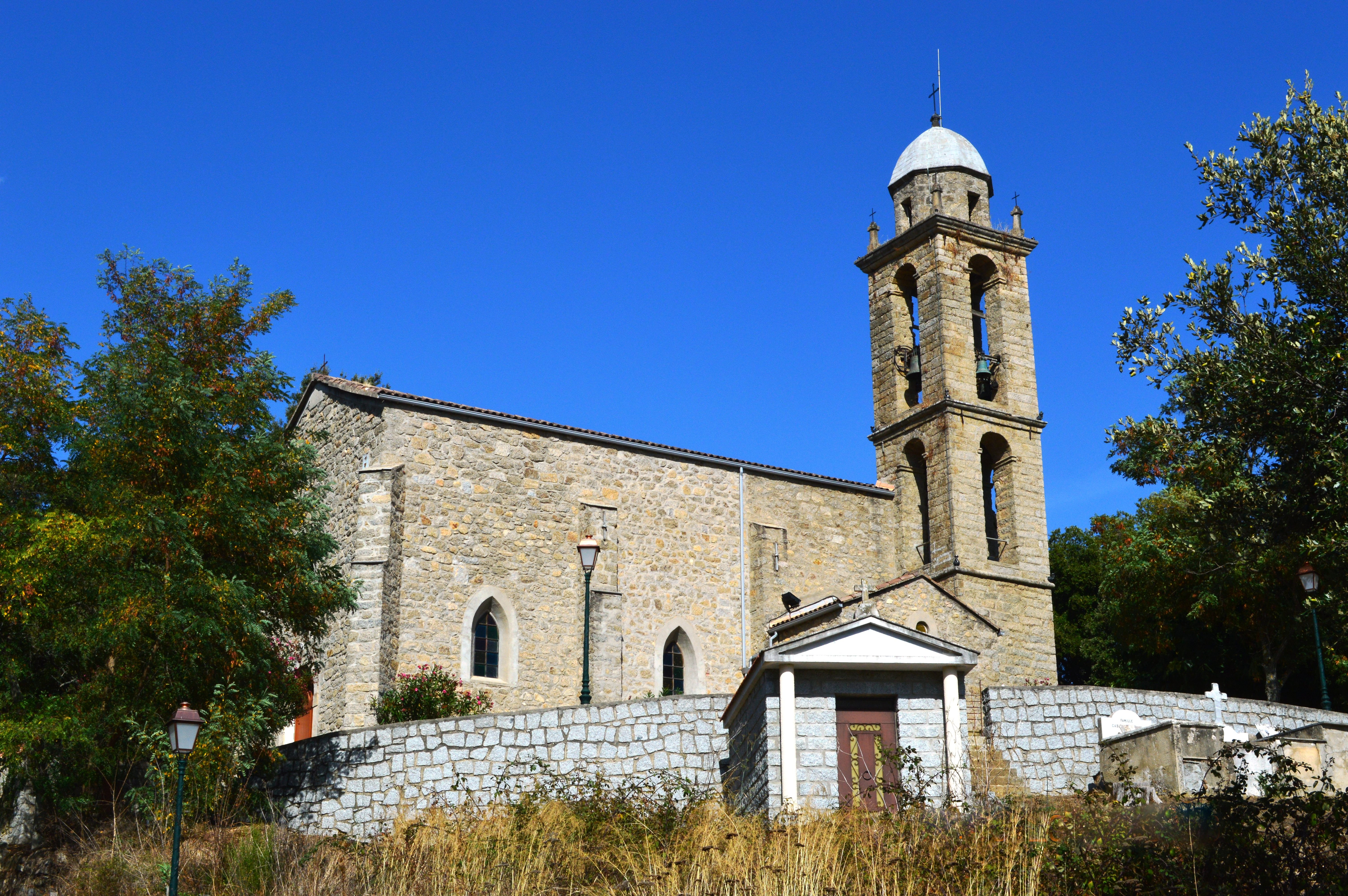
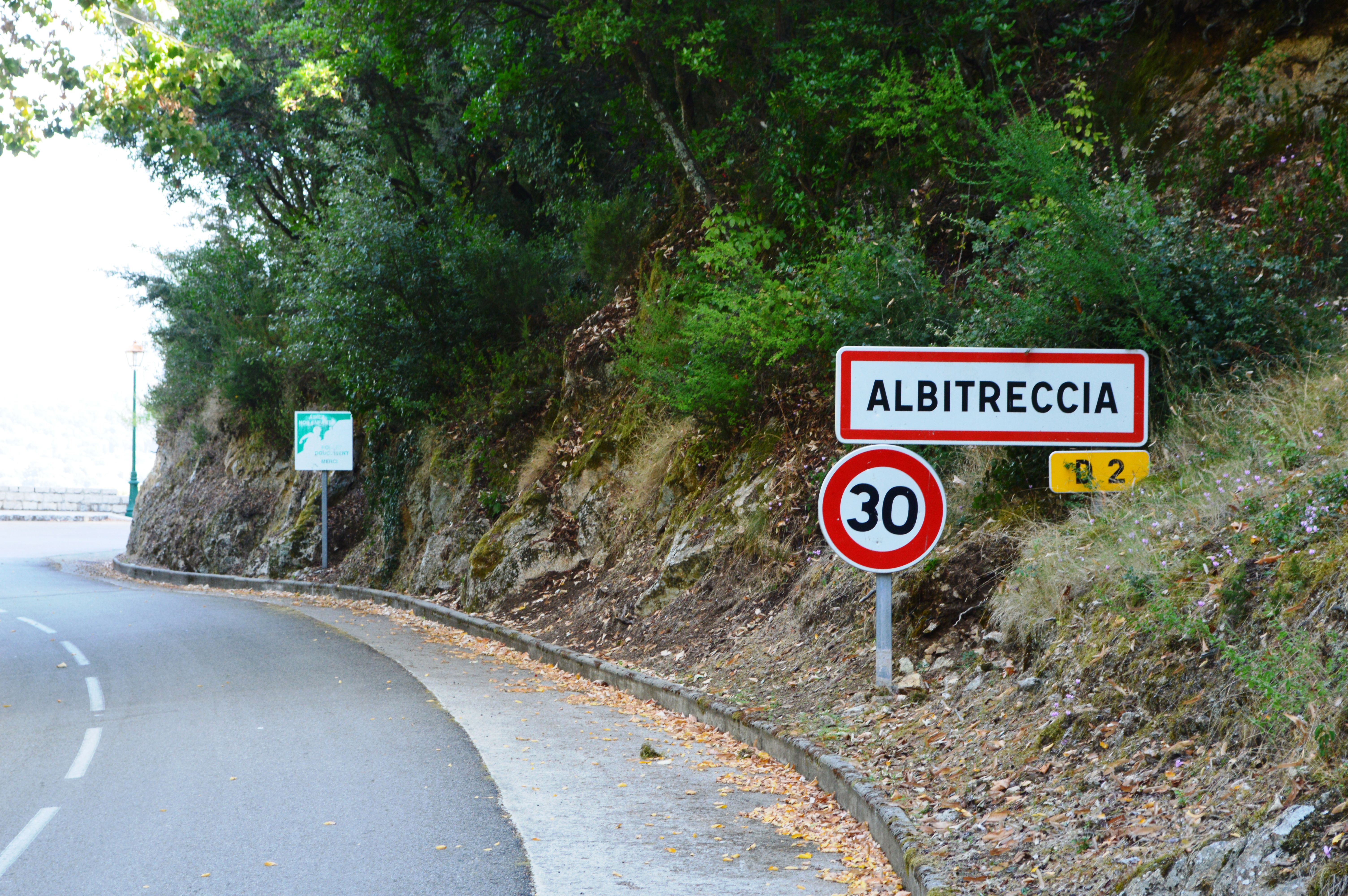
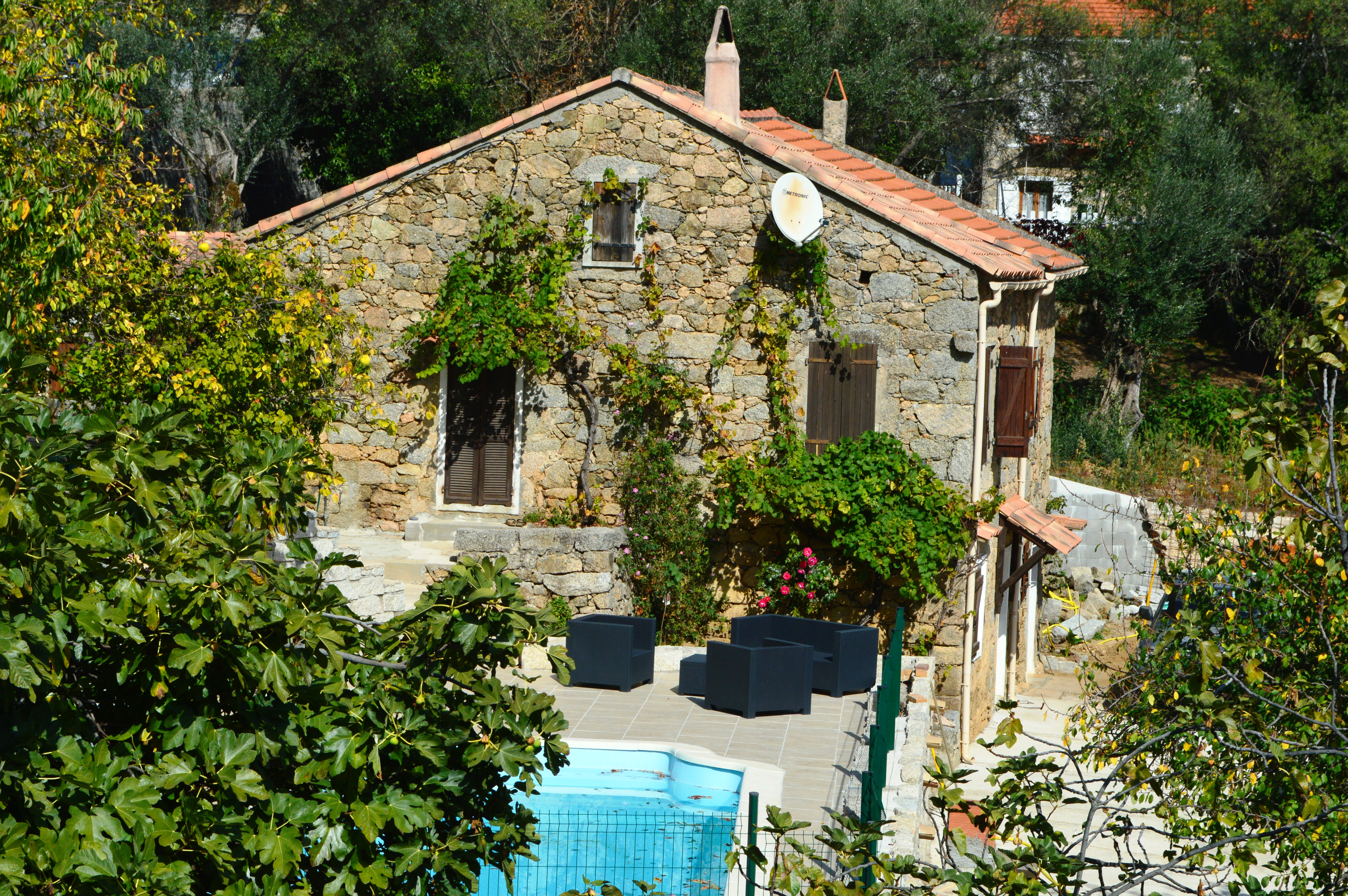
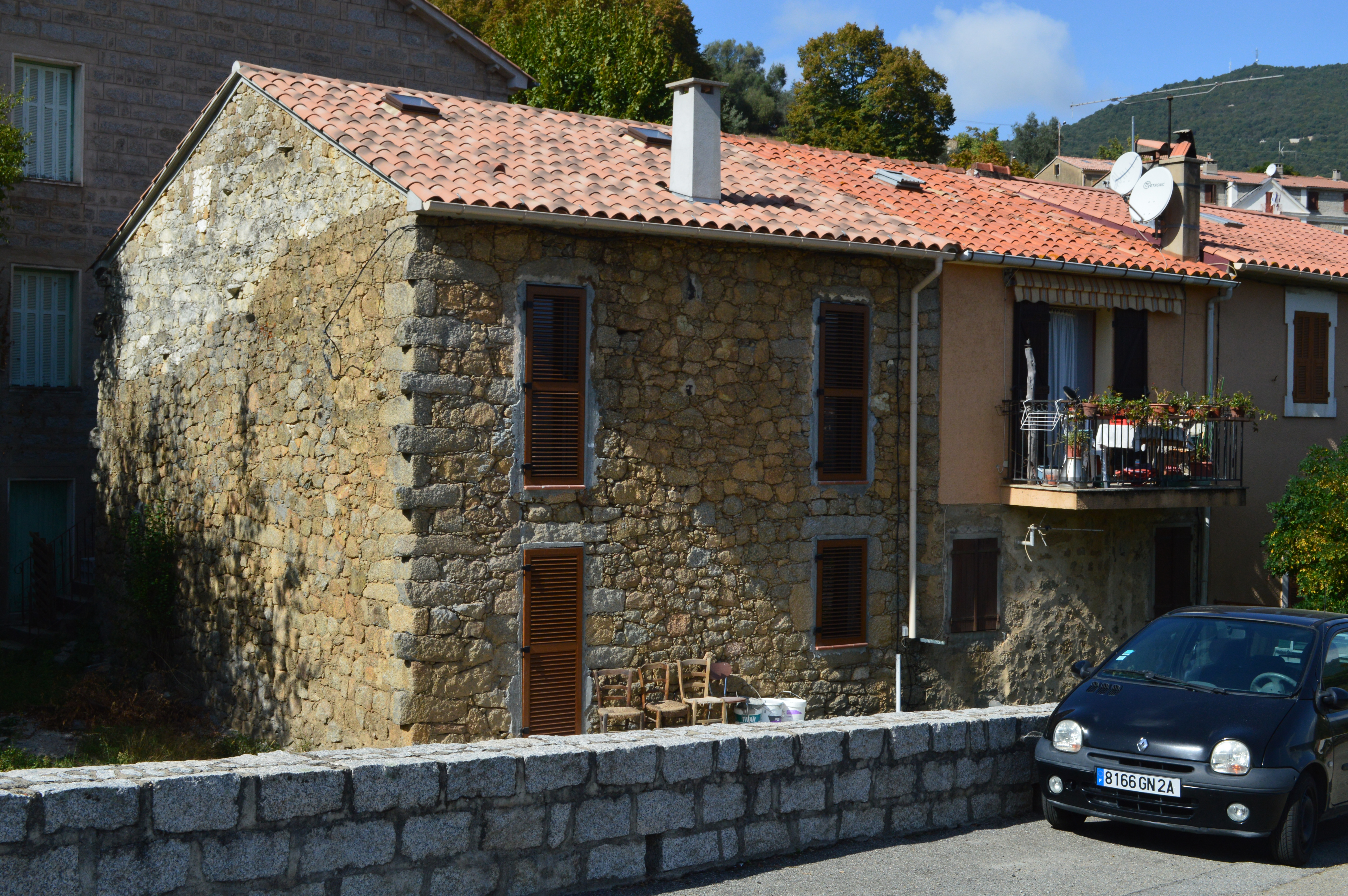
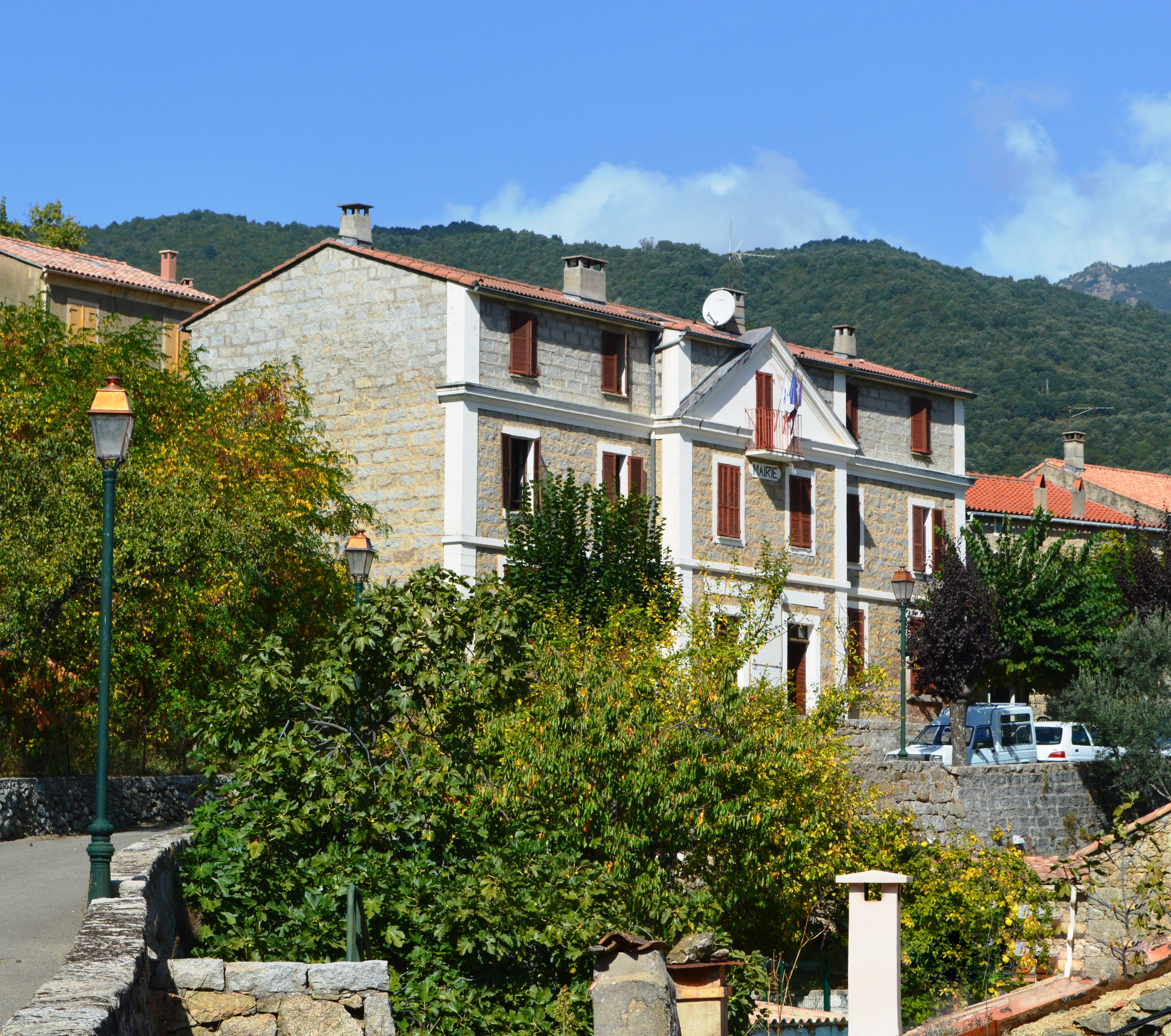
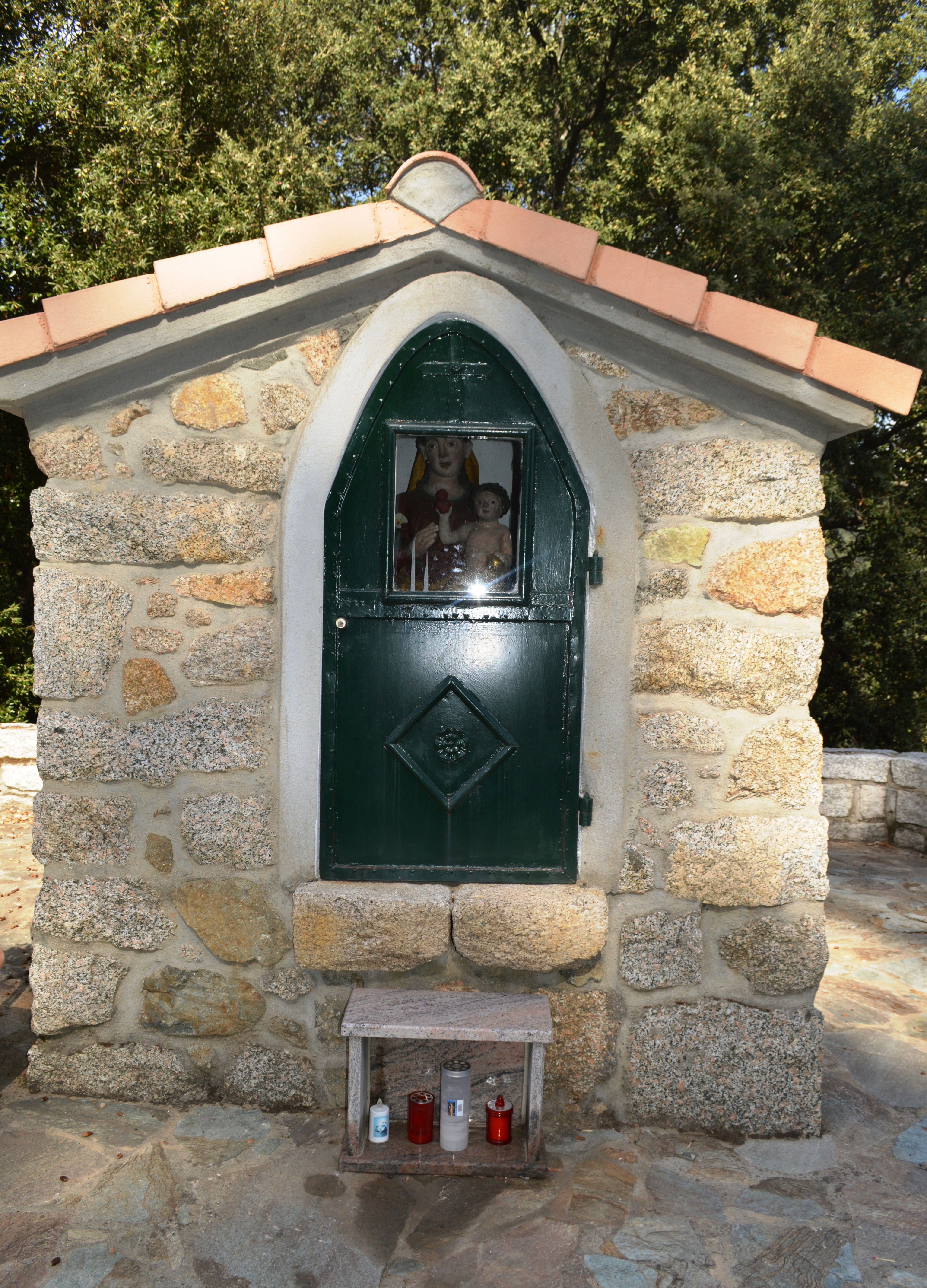
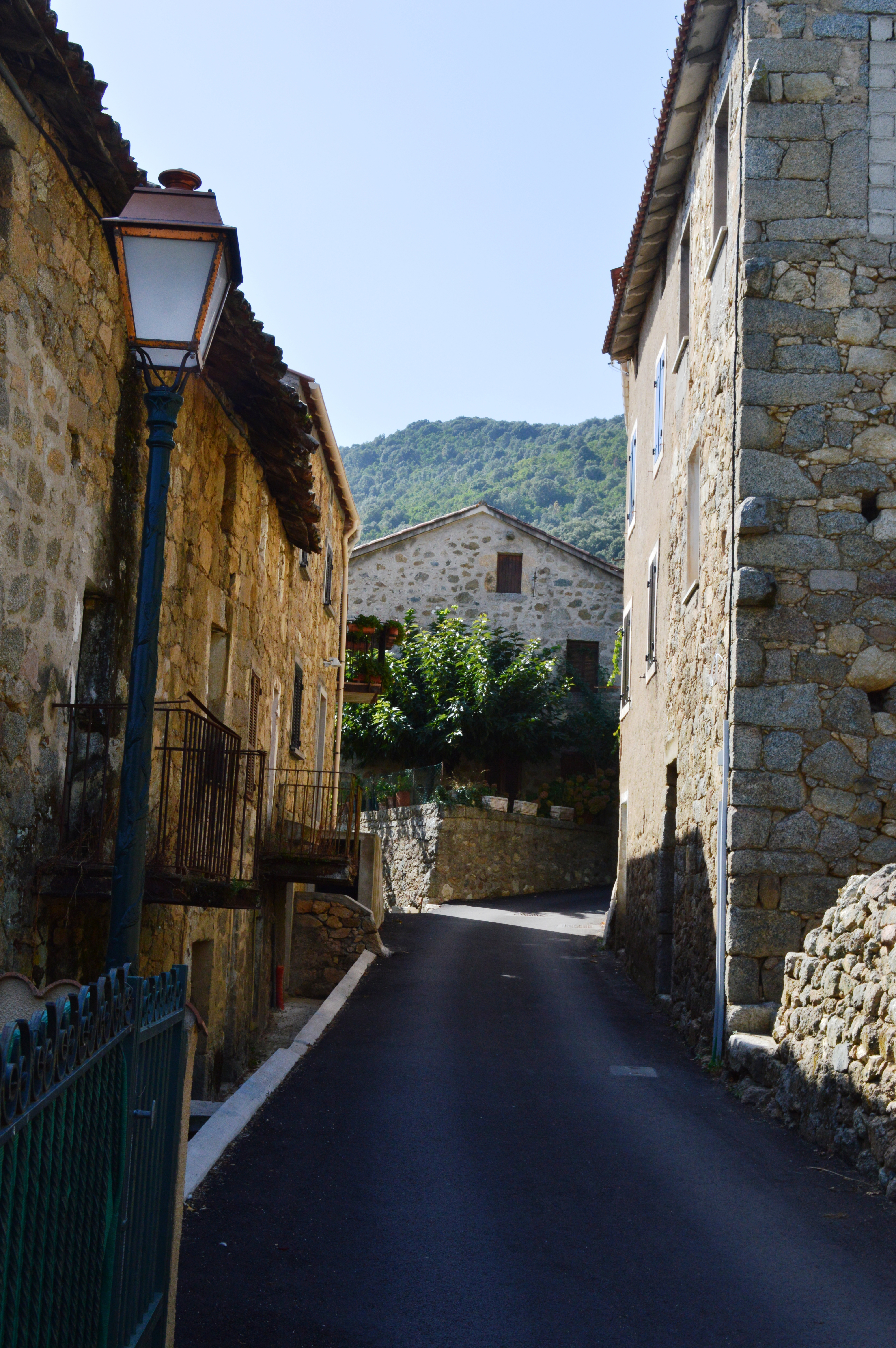
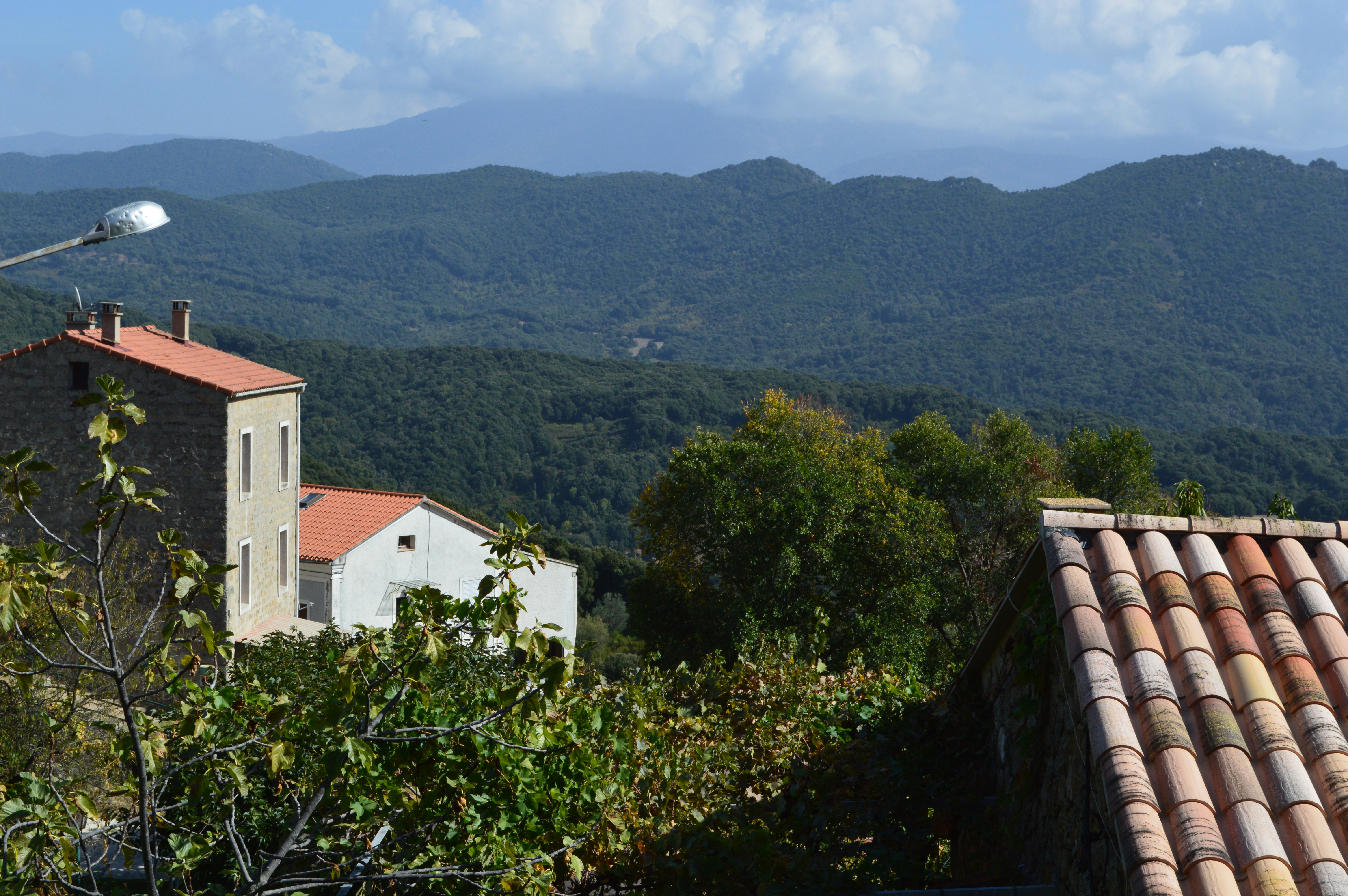
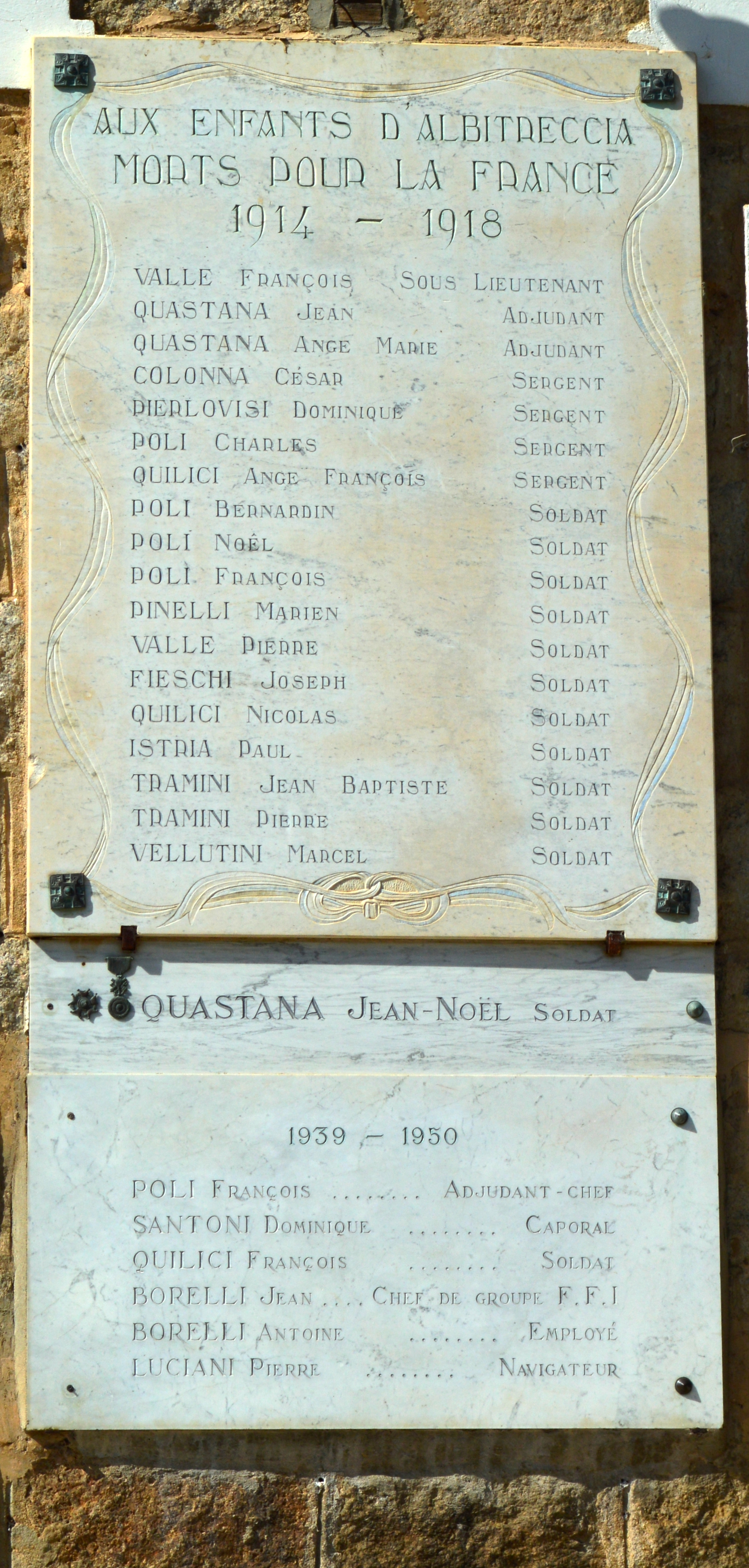
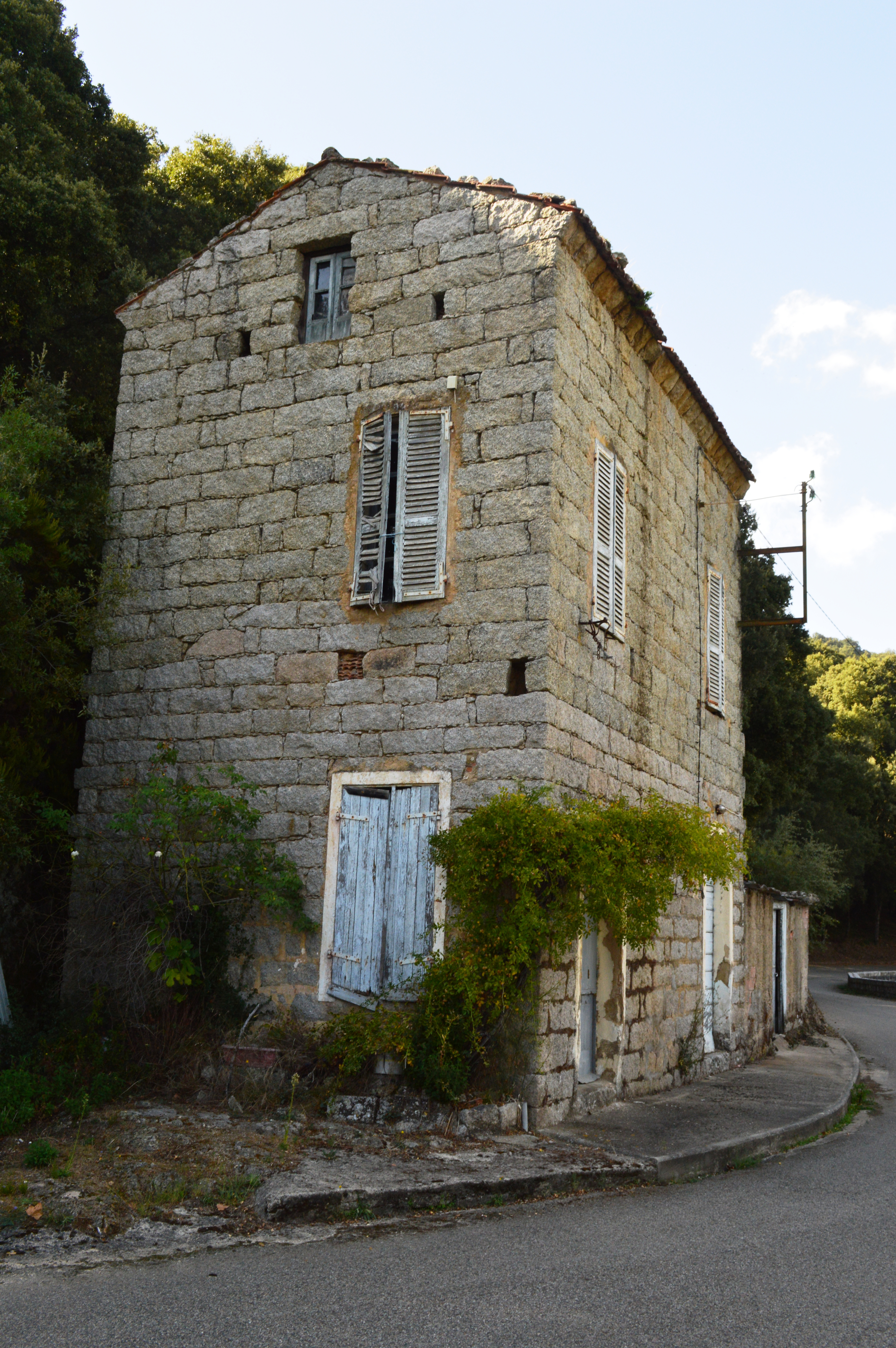